# Radhostice
Radhostice (en allemand : Radostitz) est une commune du district de Prachatice, dans la région de Bohême-du-Sud, en République tchèque. Sa population s'élevait à 153 habitants en 2023.

## Géographie
Radhostice se trouve dans la Forêt de Bohême, à 12 km au nord-ouest de Prachatice, à 46 km à l'ouest-nord-ouest de České Budějovice et à 118 km au sud-sud-ouest de Prague.
La commune est limitée par Zálezly au nord, par Vlachovo Březí à l'est, par Žárovná et Šumavské Hoštice au sud, et par Buk, Svatá Maří et Bošice à l'ouest.

## Histoire
La première mention écrite du village date de 1315.

## Administration
La commune se compose de quatre sections :
- Dvorec
- Libotyně
- Lštění
- Radhostice

## Galerie

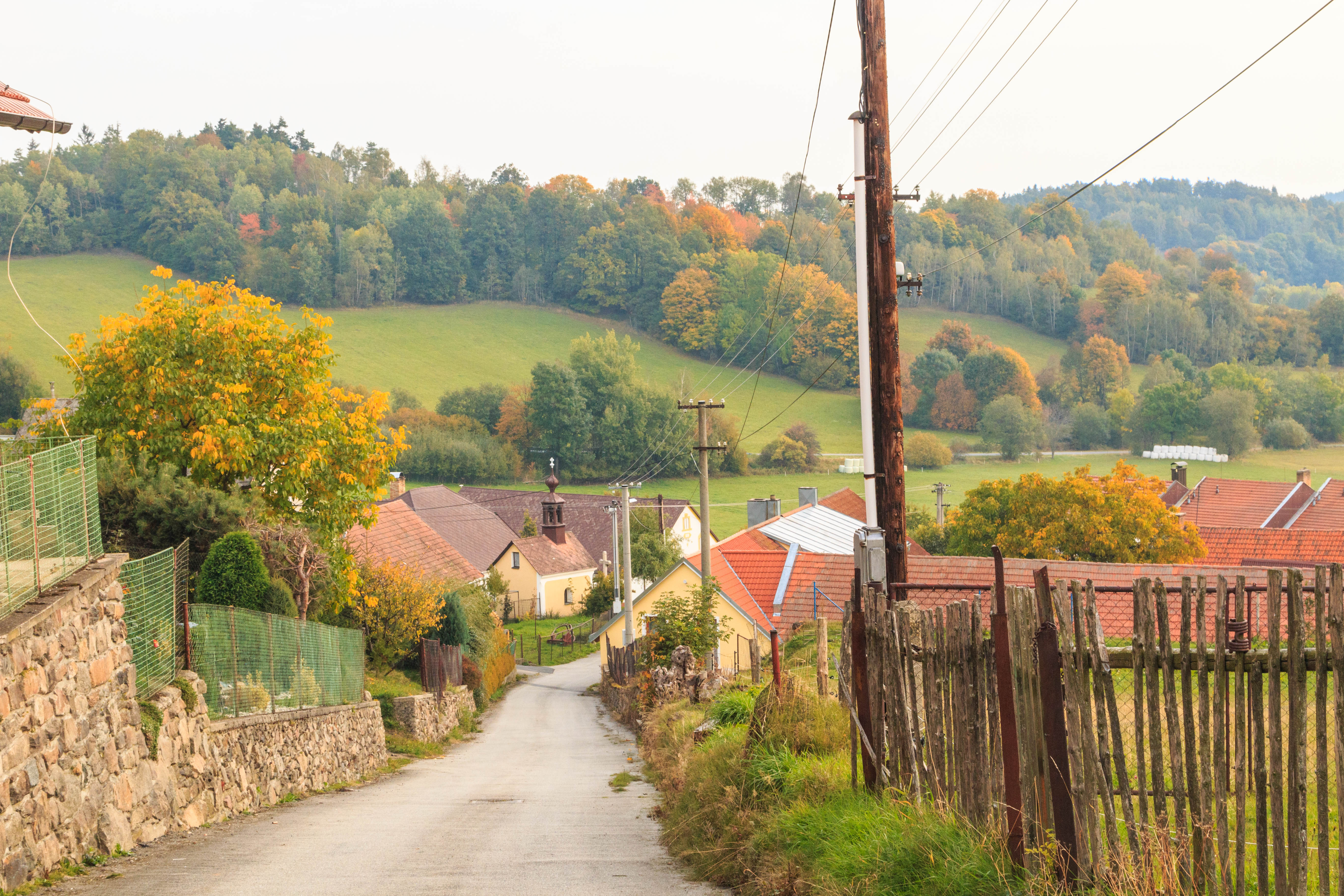
Rue de Radhostice.
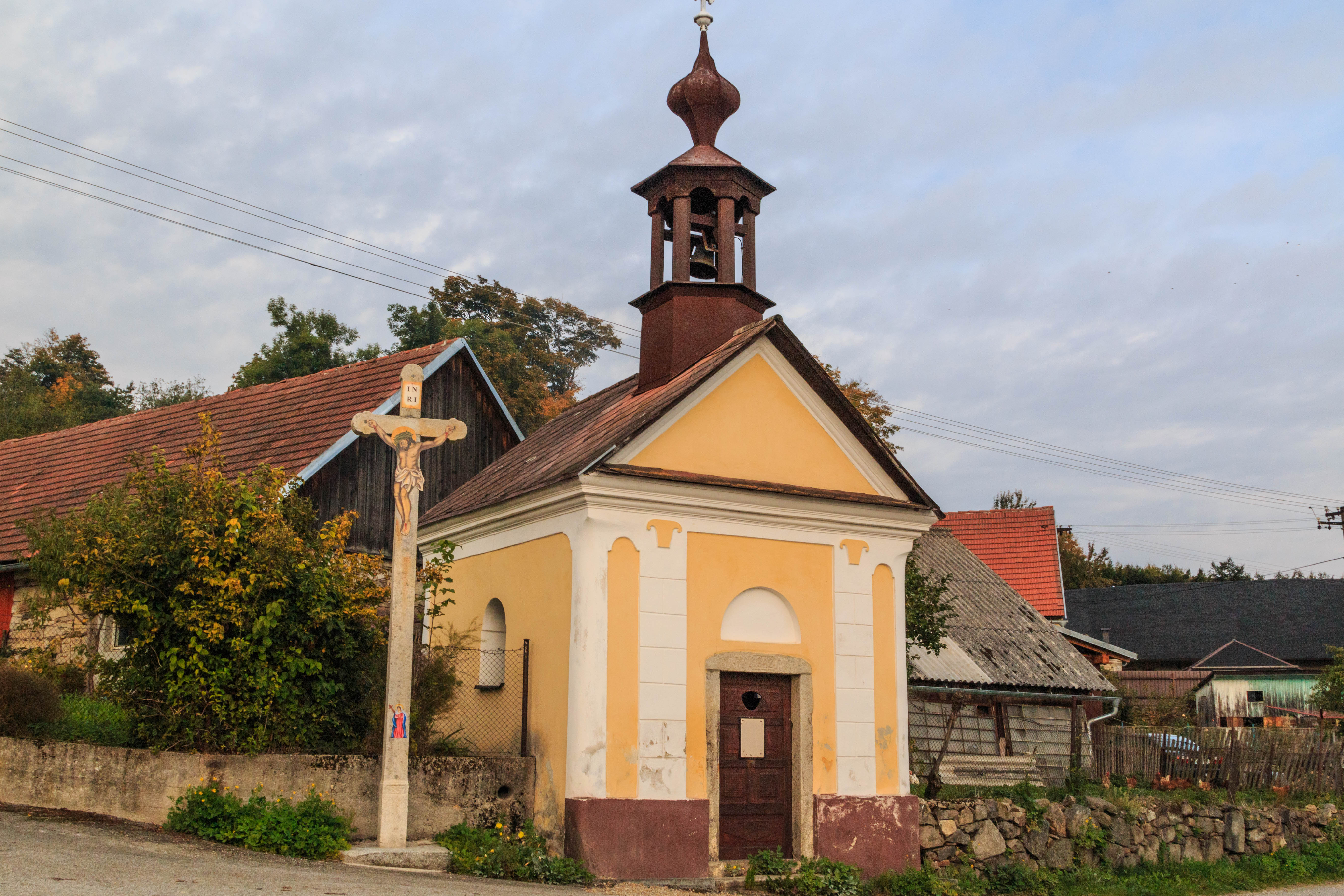
Chapelle Saint-Jean Népomucène.

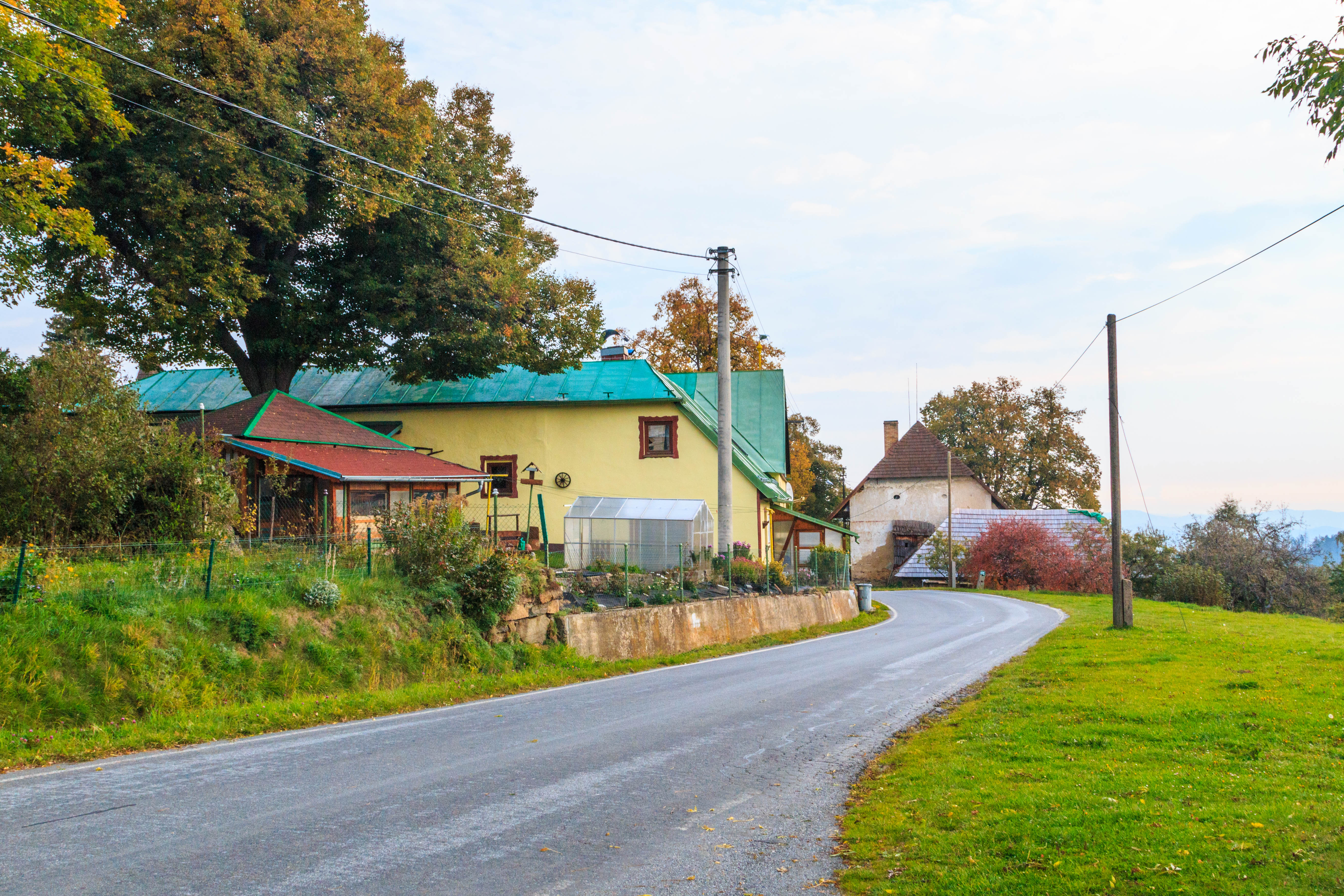
Lštění.

## Transports
Par la route, Radhostice se trouve à 17 km de Prachatice, à 53 km de Ceské Budejovice et à 146 km de Prague.